# دراگانیچی (راشکا)
دراگانیچی (به صربی: Draganići) یک منطقهٔ مسکونی در صربستان است که در Raška واقع شده‌است. دراگانیچی ۳۵۰ نفر جمعیت دارد.